# Cratí d'Atenes el jove
Cratí d'Atenes el jove (en llatí Cratinus, en grec antic Κρατῖνος "Kratinos") fou un poeta còmic atenenc de la comèdia mitjana contemporani del filòsof Plató.
Va viure a la meitat del segle iv aC i abans del 324 aC. Ateneu de Naucratis diu que segurament era viu en temps de Ptolemeu II Filadelf, però és improbable.
Se li atribueixen les següents obres: 
- Γίγαντες
- Θηραμένης
- Ὀμφάλη (dubtosa)
- Ψποβο
- λιμαῖος
- Χείρων

Potser també va escriure algunes obres atribuïdes a Cratí d'Atenes (el vell).